# Ardestan
Ardestān (farsi اردستان) è il capoluogo dello shahrestān di Ardestan, circoscrizione Centrale, nella provincia di Esfahan. Si trova sul versante meridionale della catena dei monti Karkas, 110 km a nord-est di Esfahan.
Un tempo vi si producevano delle buone tele. Ha dato i natali a Merlana Meammed, autore di un trattato di astronomia, geomanzia e matematica. Nel X secolo risultava una città fortemente fortificata.

## Monumenti e luoghi di interesse
- La moschea dell'Imam Hasan di epoca selgiuchide, forse la prima moschea della nazione dotata di un portale fiancheggiato da due minareti, sebbene ne sia sopravvissuto solo uno.[3]
- La moschea del Venerdì, i cui intonaci sono tra i meglio conservati dell'Iran.[3]